# Pidonia yamato
Pidonia yamato là một loài bọ cánh cứng trong họ Cerambycidae.